# ری سایتو
ری سایتو (ژاپنی: 齋藤 竜؛ زادهٔ ۱۸ سپتامبر ۱۹۷۹) یک بازیکن فوتبال اهل ژاپن است.
از باشگاه‌هایی که در آن بازی کرده‌است می‌توان به باشگاه فوتبال سرزو اوساکا، باشگاه فوتبال تسپاکوستاسو گونما و باشگاه فوتبال گیفو اشاره کرد.